# تملك الشيبية
تملك الشيبية العبدرية، من بني شيبة بن عثمان ابن طلحة بن أبي طلحة العبدري، صحابية روت عن الرسول محمد في السعي، وروت عنها صفية بنت شيبة. حديثها مثل حديث حبيبة بنت أبي تجراة.